# Bing (Beckett)
Bing è una prosa breve di Samuel Beckett scritta in francese e pubblicata nel 1966 dalle Éditions de Minuit di Parigi e l'anno successivo inclusa in Têtes-mortes. In inglese, tradotta dall'autore stesso con il titolo Ping, è uscita in No's Knife, presso Calder di Londra. La traduzione in italiano, di Guido Neri, è apparsa per la prima volta nel volume Teste morte della collana Einaudi Letteratura della casa editrice di Torino nel 1969.
Nel numero dei "Cahiers de l'Herne" dedicato a Beckett (n. 31, 1976) si possono leggere anche le nove versioni precedenti l'ultima pubblicata (interessante che all'inizio avesse titolo Blanc, ossia "bianco"), in stadi di successive sottrazioni che coinvolgono anche altri testi del periodo, quali Lo spopolatore, Quello che è strano, via e Immaginazione morta immaginate.

## Trama
Difficile parlare di trama per una prosa senza verbi (che non siano participi aggettivanti) né virgole, "esercizio di sconcerto dell'immaginazione del lettore [...] resistente ai metodi di lettura critica". C'è un parallelepipedo bianco e un personaggio in esso inscatolato, senza movimenti, in piedi, quasi claustrofobico, senza che conosca soffitto o pavimento del posto perché non muove neanche la testa ed è "probabilmente vicino all'ultimo respiro".

## Edizioni
- Samuel Beckett, Bing, Éditions de Minuit, Paris, 1966
- Samuel Beckett, Bing, in Têtes-mortes, Éditions de Minuit, Paris, 1967
- id., Ping, in No's Knife, Calder, London, 1967
- id., Bing, in Teste morte, trad. Guido Neri e Valerio Fantinel, "Einaudi Letteratura", Einaudi, Torino, 1969
- id., in Racconti e prose brevi, a cura di Paolo Bertinetti, "Letture", Einaudi, Torino, 2010, ISBN 978-88-06-20215-6